# Entychiusz (egzarcha)
Entychiusz – egzarcha Rawenny w latach 711–713.
Był następca Jana III Rizocopo. Został mianowany egzarchą przez cesarza Filipikosa Bardanesa. Jego rządy polegały na tłumieniu buntów w Forlì, Forlimpopoli, Cervi. Jego następcą na stanowisku egzarchy był Scholastyk. 